# Armoiries des Flandres
 (mars 2025).
Si vous disposez d'ouvrages ou d'articles de référence ou si vous connaissez des sites web de qualité traitant du thème abordé ici, merci de compléter l'article en donnant les références utiles à sa vérifiabilité et en les liant à la section « Notes et références ».
Les armoiries de la Communauté flamande sont un symbole héraldique utilisé par la Flandre, en Belgique. Bien que le lion soit employé depuis près de neuf cents ans comme armoiries des comtes de Flandre, il n'est devenu le symbole officiel de la Communauté flamande qu'en 1973. Actuellement, sa forme et son utilisation sont régies par le décret du 7 novembre 1990.

## Histoire des armoiries
Le lion flamand dérive des armoiries des comtes de Flandre. Sa première apparition figure sur un sceau du comte Philippe d'Alsace, datant de 1163. Il constitue ainsi l'un des plus anciens exemples des nombreuses armoiries territoriales portant un lion aux Pays-Bas. Cependant, le comte Philippe ne fut pas le premier de sa lignée à arborer un lion, car son cousin, Guillaume d'Ypres, utilisait déjà un sceau avec un lion passant en 1158. De plus, le bouclier représenté sur l'effigie en émail datant d'environ 1155, provenant de la tombe de son oncle maternel Geoffroy Plantagenêt, comte d'Anjou, est orné de nombreux lions rampants.
Lorsque le comté de Flandre fut hérité par les ducs de Bourgogne en 1405, le lion flamand fut ajouté à un écusson sur leurs armes dynastiques. Il passa ensuite, avec le reste de l’héritage bourguignon, à la maison de Habsbourg en 1482. Les Habsbourg portèrent le titre et les armoiries du comté de Flandre jusqu'en 1795. Dans le cadre des revendications et des demandes reconventionnelles résultant de la guerre de Succession d’Espagne, le lion flamand figura également dans les armoiries des rois d’Espagne jusqu’en 1931 et dans celles du royaume des Deux-Siciles jusqu’en 1860.
En 1816, le lion flamand est devenu une partie intégrante des armoiries des provinces belges modernes de Flandre-Orientale et de Flandre-Occidentale, qui administrent la majeure partie du territoire de l'ancien comté.
C'est l'inverse des armoiries du Brabant et de la Belgique, qui présentent un lion d'or sur un champ noir.

armoiries du comté de Flandre (862 - 1795)

## Du mouvement flamand
Comme beaucoup d’autres mouvements nationalistes, le mouvement flamand a recherché et s’est approprié des symboles historiques comme instrument de ralliement. Le choix du lion flamand s'inspire principalement du roman historique populaire De leeuw van Vlaanderen (1838) d' Hendrik Conscience, qui a fait de la bataille des Éperons d'or du 11 juillet 1302 une icône de la résistance flamande contre l'oppression étrangère. Il fut encore renforcé lorsqu'Hippoliet van Peene écrivit l'hymne De Vlaamse Leeuw (Le lion Flamand) en 1847. À la fin du XIXe siècle, il était de coutume pour les partisans du mouvement flamand d'arborer le lion flamand le 11 juillet.

## Symbole de la Communauté flamande
Après avoir obtenu son autonomie culturelle en 1972, le Cultuurraad van de Nederlandse Cultuurgemeenschap (Conseil culturel de la Communauté culturelle néerlandaise) vota le décret du 22 mai 1973 adoptant le lion flamand comme drapeau officiel. Peu après, le Cultuurraad adopta également un blason : d'or, au lion rampant de sable, armé et lampassé de gueules, cinq étoiles de sabre en orle. Les cinq étoiles entourant le lion devaient désigner les cinq provinces flamandes. L'inclusion d'étoiles noires suscita une petite controverse. Certains s'opposèrent à leur couleur, d'autres les considérèrent comme un américanisme inutile. Il fut donc suggéré de les remplacer par une gerbe de flèches, une idée reprise des armes des Pays-Bas. Malgré les critiques, ces armes furent adoptées par la Communauté flamande (décret du 30 mars 1988) lorsqu'elle reprit les attributions du Cultuurraad. Peu de temps après, il fut cependant décidé de revenir aux armoiries originales de la Flandre (décret du 7 novembre 1990), rendant ainsi les armoiries identiques au drapeau.1 Le lion flamand est également devenu associé à l'extrême droite dans le nord des Pays-Bas.

Conseil héraldique flamand

## Agitation à propos des griffes
Il y a un débat au sein du mouvement flamand pour savoir si la langue et les griffes du lion flamand doivent être rouges ou noires.

Cette controverse est née lorsqu'une partie du mouvement flamand a commencé à adopter une position de plus en plus anti-belge après la Première Guerre mondiale. Les radicalisés ont déploré que les couleurs du lion flamand fassent écho à celles du drapeau belge et ont donc propagé un lion noir avec une langue et des griffes noires. La fracture demeure depuis lors. Officiellement et historiquement, le lion flamand devrait avoir une langue et des griffes rouges, et alors que les deux drapeaux étaient plus ou moins interchangeables jusqu'en 1973, le lion entièrement noir est devenu aux yeux de beaucoup le symbole des sections séparatistes ou radicales du nationalisme flamand.

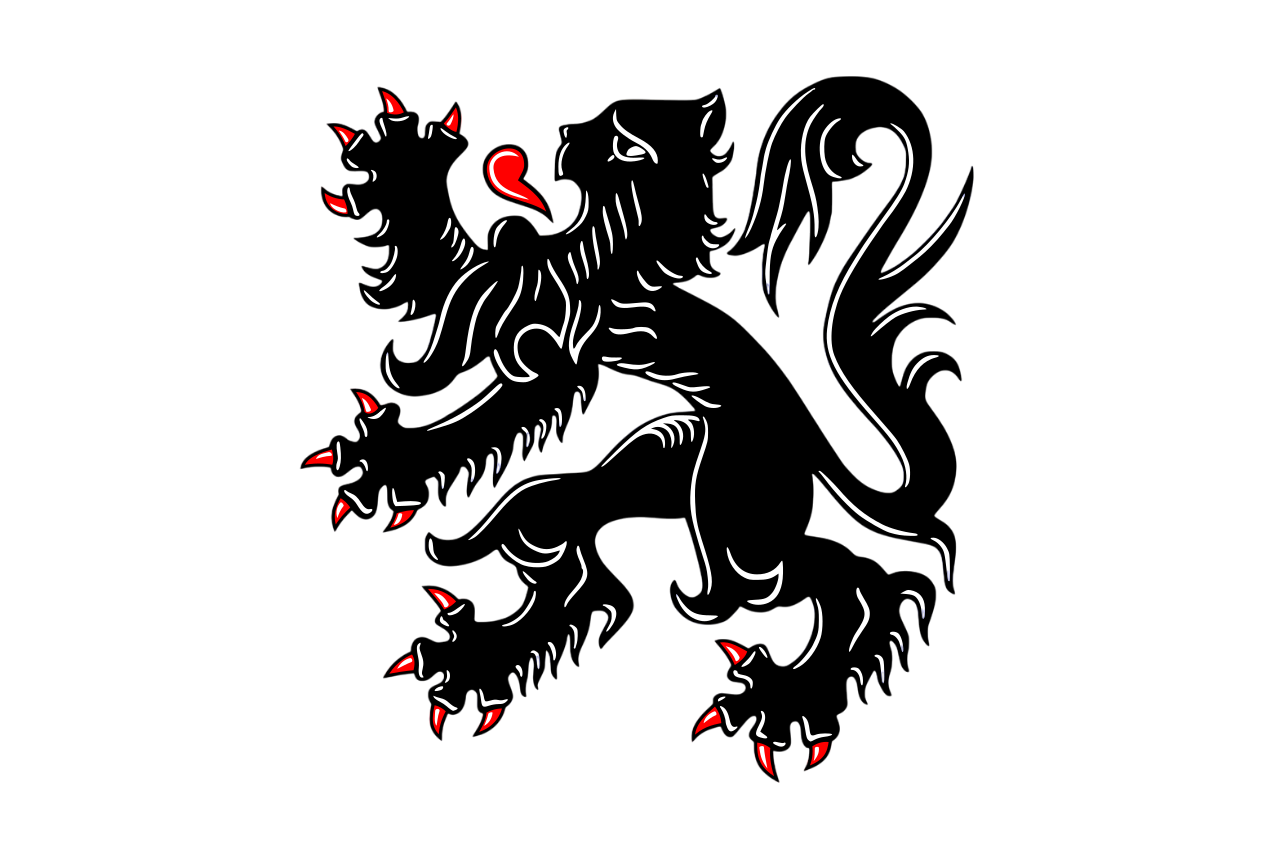
Lion officiel sur le drapeau flamand avec des griffes rouges et une langue rouge
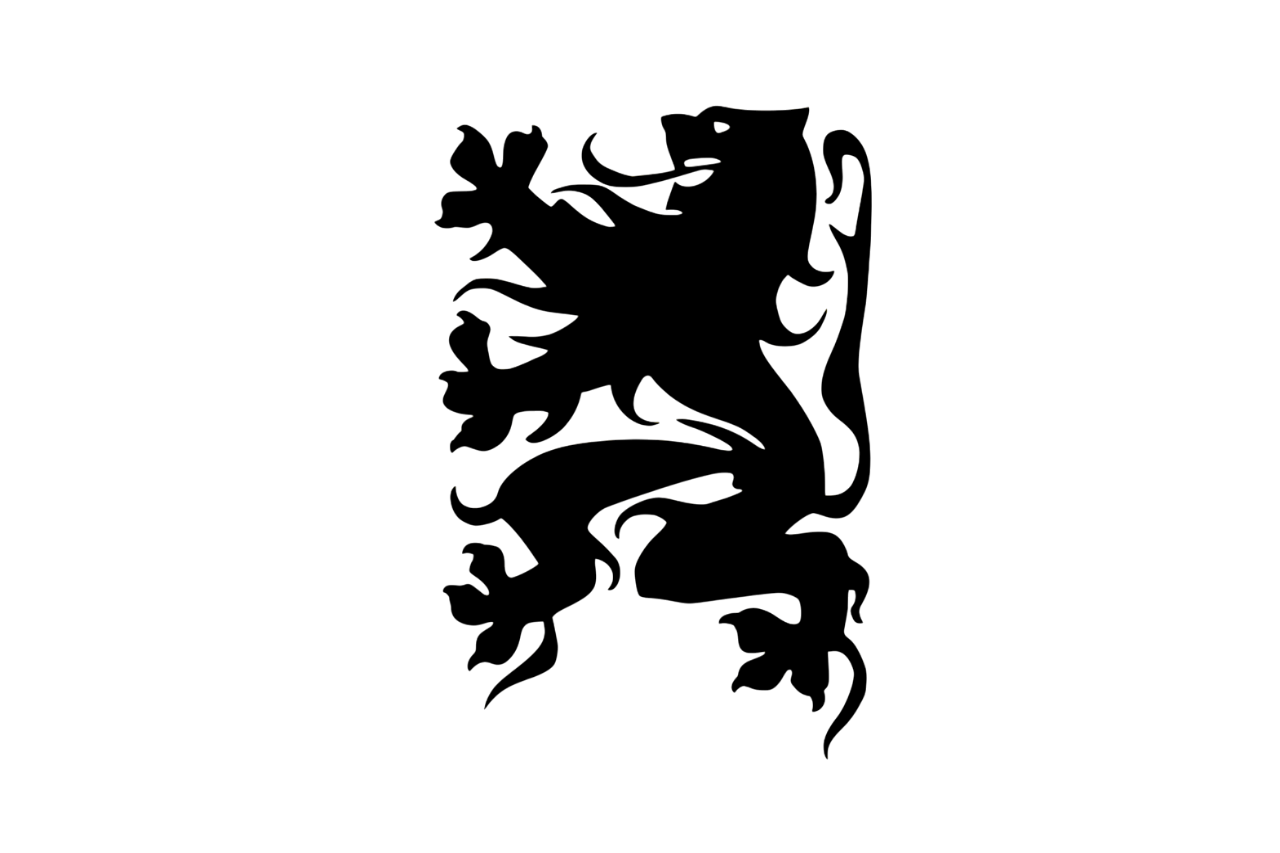
Un lion noir complet utilisé par les mouvements indépendantistes flamands

## voir aussi
- Blason de la Wallonie

- Armoiries de la Belgique
- Armoiries de la Flandre
- Drapeau de la Wallonie
- Belgique
- Région wallonne
- Région flamande